# Helena (Mississippi)
Helena é uma Região censo-designada localizada no estado americano de Mississippi, no Condado de Jackson.

## Demografia
Segundo o censo americano de 2000, a sua população era de 778 habitantes.

## Geografia
De acordo com o United States Census Bureau tem uma área de
5,2 km², dos quais 5,2 km² cobertos por terra e 0,0 km² cobertos por água.

## Localidades na vizinhança
O diagrama seguinte representa as localidades num raio de 16 km ao redor de Helena.